# Lonsdale (Arkansas)
Lonsdale è un comune degli Stati Uniti d'America, situato in Arkansas, nella contea di Garland.